# 郑汝霖
郑汝霖（1773年—1835年），号铁侯，福建永泰县治人。
清乾隆六十年（1795）乙卯科举人。擅篆隶、篆刻，其作品收錄於福建文史丛书《福建印人传》。 与当时陈恭甫、赵谷士等诸名流相友善。家藏書頗多，有藏書樓“万鉴堂”及“铁椅楼”。所著有《胞阆山庄》诗集。